# Amtsgericht Haßfurt

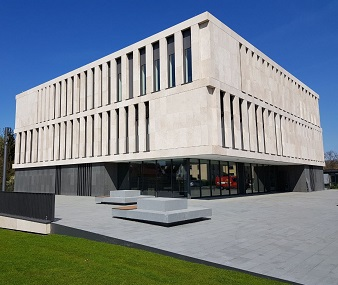
Aktuelles Gerichtsgebäude Hofheimer Straße 1 (2022)

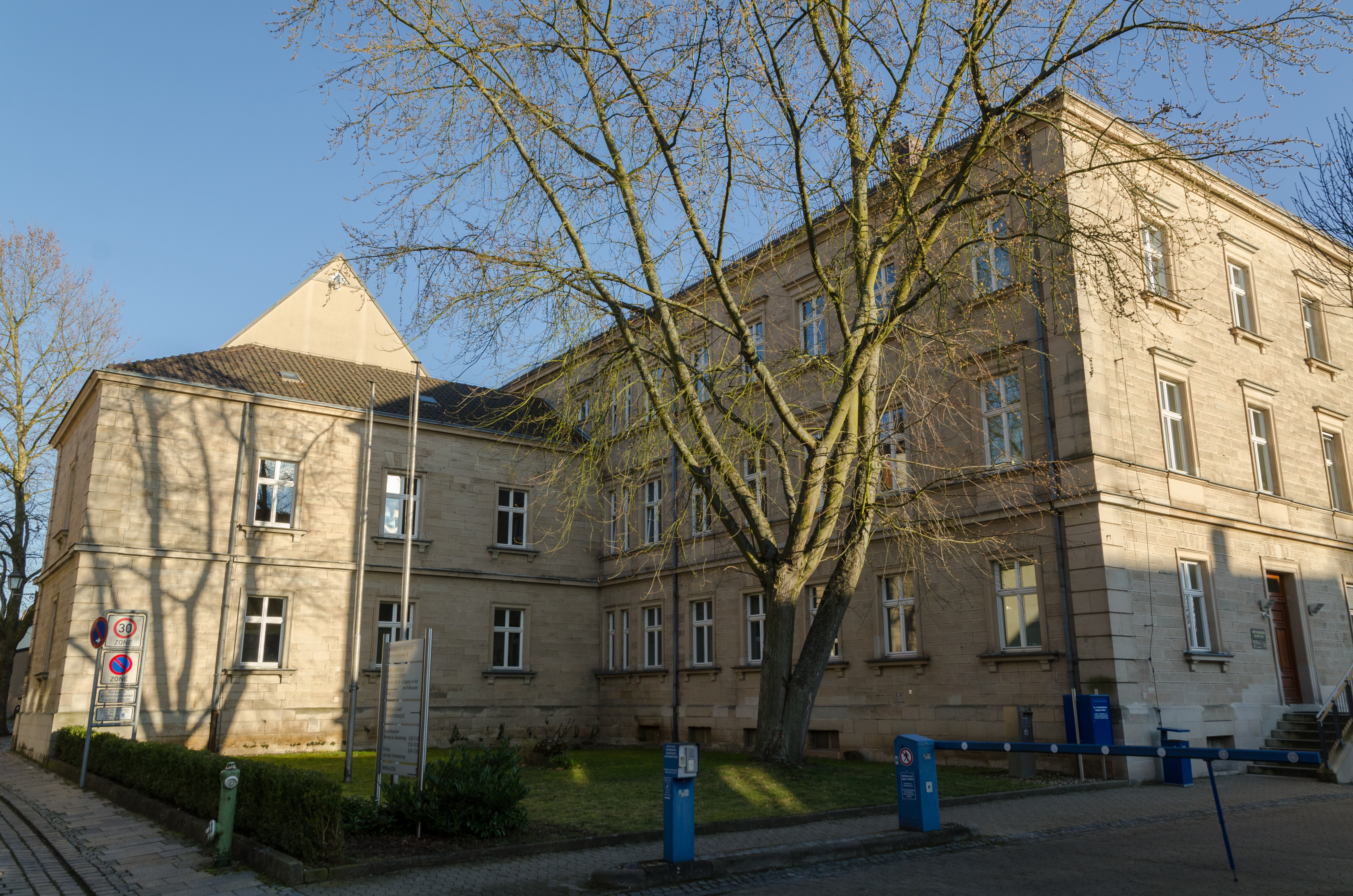
Ehemaliges Gerichtsgebäude Zwerchmaingasse 18 (2014)

Das Amtsgericht Haßfurt ist ein Gericht der ordentlichen Gerichtsbarkeit und eines der drei Amtsgerichte (AG) im Bezirk des Landgerichts Bamberg.

## Gerichtssitz und -bezirk
Sitz des Gerichts ist die Kreisstadt Haßfurt in Unterfranken. Der 956 km² große Gerichtsbezirk erstreckt sich auf den Landkreis Haßberge. In ihm leben rund 84.000 Menschen. 
Registergericht ist das Amtsgericht Bamberg, das auch für Zwangsversteigerungs-, Zwangsverwaltungs- und Insolvenzverfahren zuständig ist. Mahnverfahren bearbeitet das Amtsgericht Coburg als Zentrales Mahngericht.

## Geschichte
Das Amtsgericht entstand bei der Einführung des Gerichtsverfassungsgesetzes im Jahre 1879 aus dem 1804 gebildeten Landgericht Haßfurt.
Zum 1. April 1921 wechselte es aus dem Landgerichtsbezirk Schweinfurt in den Landgerichtsbezirk Bamberg.

## Gebäude
Seit dem 16. April 2018 befindet sich das Amtsgericht mit allen Abteilungen in einem Neubau in der Hofheimer Straße 1. Der ehemalige Gerichtsstandort befand sich in der Zwerchmaingasse. Das Hauptgebäude Zwerchmaingasse 18 wurde 1880 errichtet und steht unter Denkmalschutz. Das Grundbuchamt war im Gebäude Zwerchmaingasse 16 untergebracht. Eine Nebenstelle des AG befand sich im neuen Rathaus Hauptstraße 5.

## Übergeordnete Gerichte
Dem Amtsgericht Haßfurt ist das Landgericht Bamberg übergeordnet. Zuständiges Oberlandesgericht ist das Oberlandesgericht Bamberg.